# Termination Bliss Extented
Termination Bliss Extented – DVD podsumowujące działalność szwedzkiej grupy Deathstars. Zawiera teledyski, filmy z planów zdjęciowych do teledysków i wywiad. Na płycie można znaleźć także specjalny odtwarzacz plików nazwany Deathstars Media Player (podobne do Windows Media Player).

## Lista utworów
1. Blitzkrieg
2. Virtue To Vice
3. Cyanide
4. Synthetic Generation
5. Syndrome
6. Making Of "Blitzkrieg"
7. Making Of "Virtue To Vice"
8. Making Of "Cyanide"
9. Wywiad
10. Deathstars Media Player